# Sjuhäradsbygden
Sjuhäradsbygden är en informell region i Sverige, som utgörs av en del av Västra Götalands län. Området är beläget i södra Västergötland med Borås som största stad.
Sjuhäradsbygden kallas ibland även "Boråsregionen", Knallebygden eller Södra Älvsborg, efter det tidigare Älvsborgs län. Benämningen Södra Älvsborg är dock flertydig och bland annat använder Västra Götalandsregionen en annan definition. Geografen Sten de Geer ligger bakom uttrycket Sjuhäradsbygden, vilket han lanserade 1919. Bygden hade 2010 cirka 185 000 invånare.

## Geografiskt läge
Bygden omfattar historiskt de sju häraderna Gäsene, Ås, Veden, Bollebygd, Mark, Kind och Redväg. Numera brukar kommunerna Bollebygd, Borås, Herrljunga, Mark, Svenljunga, Tranemo och Ulricehamn räknas till Sjuhärad, ibland även Vårgårda kommun. Mindre delar av de sju häradena, sällan mer än någon enstaka socken, återfinns numera i kommunerna Falkenberg, Varberg, Falköping och Härryda.

## Funktion idag
Bollebygd, Borås, Mark, Svenljunga, Tranemo och Ulricehamn utgör i dag Borås domsaga. Alla de åtta ovan nämnda kommunerna utgör valkretsen Västra Götaland södra vid val till riksdagen och Västra Götalandsregionen. De åtta kommunerna bildar tillsammans med Varbergs kommun Sjuhärads kommunalförbund; ordförande för kommunalförbundets direktion brukar vara kommunstyrelseordföranden i Borås stad. Sjuhärad utgör även en del av upptagningsområdet för Södra Älvsborgs sjukhus.

## Media
Borås Tidning har täckning över större delen av Sjuhäradsbygden och Sveriges Radio har en regional station över området. Borås Tidning äger även Ulricehamns tidning, som täcker främst Ulricehamns kommun. Lokala reklamfinansierade tidningar med veckoutgivning finns i samtliga kommuner.

## Geografi
Sjuhäradsbygden är tämligen kuperad och rik på skogar och sjöar. Bland stora sjöar i, eller delvis i, Sjuhäradsbygden märks Fegen, Lygnern, Lönern, Sämsjön, Säven, Viaredssjön, Tolken, Visen, Yttre Åsunden,  Åsunden, Öresjö, Östra Nedsjön och Östra Öresjön. I bygden startar både Viskan och Ätran sin färd mot Halland och Kattegatt, även Säveån, Nossan, Lidan och Tidan rinner upp i Sjuhäradsbygden.

## Kulturhistoria
Sjuhäradsbygden är bland annat känd för textilindustri och knallar. I Sjuhärad finns även Sveriges enda bevarade medeltida stavkyrka, Hedareds stavkyrka. Den medeltida färdvägen Redvägen gick genom de östra delarna av Sjuhäradsbygden. Under medeltiden var Sjuhäradsbygden en viktig gräns mot Danmark vilket märks på de många befästningar som byggdes. Av riksborgarna Kindahus, Opensten och Örestens fästning finns idag bara ruinrester kvar. 
Inom Sjuhärad fanns under medeltiden drygt ett dussin privatborgar varav Torpa stenhus och Vinsarp/Vinstorp står kvar. Torpa stenhus är öppet för allmänheten och är ett populärt turistmål. Av de privatborgar som har raserats finns rester kvar av Vädersholm och Sundholmens slott.